# Шелл, Мария
Мария Шелл (нем. Maria Margarete Anna Schell; 15 января 1926, Вена — 26 апреля 2005, Прайтенег, Каринтия) — швейцарская актриса австрийского происхождения, суперзвезда немецкоязычного кинематографа 1950—1960-х годов.

## Биография
Мария Шелл — дочь швейцарского писателя Германа Фердинанда Шелла (1900—1972) и венской актрисы Маргариты Ноэ фон Нордберг (1905—1995). Вместе со своими братьями Максимилианом и Карлом и сестрой Имми Мария воспитывалась в Австрии; после аншлюса семья Шеллов в 1938 году покинула страну, переселившись в Цюрих.
В 1942 году Мария забросила своё обучение коммерческому делу, после того как её актёрский талант приметил Зигфрит Штайнер и она получила роль в фильме «Каменоломня» (нем. Steibruch) с участием Генриха Гретлера. Тогда ещё носившая имя Гритли, не имевшая профессионального образования Шелл стала изучать актёрское мастерство и получила от нескольких театров предложения работы. В 1948 году актриса вновь обратила внимание на кинематограф.
Первой главной ролью Марии Шелл стал фильм «Ангел с трубой» (1949). Фильм Хельмута Койтнера «Последний мост» принёс Марии Шелл в 1954 году гран-при Международного кинофестиваля в Каннах за лучшую женскую роль. В том же году актриса была награждена кубком Вольпи на Венецианском кинофестивале за заглавную роль прачки в фильме «Жервеза», номинировавшемся также на премию «Оскар» как лучший фильм на иностранном языке. В холле отеля в Голливуде, где Мария Шелл находилась по случаю награждения, она познакомилась с Юлом Бриннером, предложившим ей роль Грушеньки в экранизации «Братьев Карамазовых».
Мария Шелл также снималась с Гэри Купером и Гленном Фордом. В 60-е годы Мария вновь вернулась на театральную сцену, а также работала на телевидении.
В 1991 году попытка суицида Марии Шелл (после неудачного романа с Родионом Щедриным) оказалась в центре внимания многих печатных изданий. В 1994—1995 годах Шелл играла в телевизионной саге «Клан Анны Фосс», который стал одной из её последних телевизионных работ. Последние годы жизни Мария Шелл провела в уединении в родительском доме в Каринтии. В последний раз Мария Шелл появилась на экранах в 1996 году в телевизионном криминальном сериале «Место преступления» (нем. Tatort). В 2002 году брат Марии Максимилиан Шелл снял о ней документальный фильм «Моя сестра Мария».
В 1957—1965 годах Мария Шелл состояла в браке с режиссёром Хорстом Хехлером, а в 1966—1986 годах — с режиссёром Файтом Релином.  
В первом браке Мария Шелл родила сына Оливера, а во втором — дочь Мари-Терез (нем.), которая также стала актрисой. 
Похоронена рядом с матерью в Прайтенеге.

## Фильмография
- 1942 — Каменоломня / Steibruch
- 1948 — Ангел с трубой / Der Engel mit der Posaune
- 1948 — Maresi
- 1950 — Es kommt ein Tag
- 1951 — Dr. Holl — Die Geschichte einer großen Liebe
- 1952 — Bis wir uns wiederseh’n
- 1952 — Der träumende Mund
- 1952 — So Little Time
- 1953 — Последний мост / Die letzte Brücke
- 1953 — Пока ты со мной / Solange du da bist
- 1953 — Tagebuch einer Verliebten
- 1954 — Манический ящик / The Magic Box
- 1955 — Наполеон: путь к вершине / Napoléon — Мария-Луиза Австрийская
- 1955 — Крысы / Die Ratten — Паулина Карка
- 1956 — Rose Bernd
- 1956 — Urugano sul Po
- 1956 — Жервеза / Gervaise — Жервеза Маркварт Купо
- 1957 — Белые ночи / Le Notti bianche — Наталья
- 1958 — Братья Карамазовы / The Brothers Karamazov — Грушенька
- 1958 — Une vie
- 1958 — Der Schinderhannes
- 1958 — The Hanging Tree
- 1959 — Raubfischer in Hellas
- 1960 — Cimarron
- 1960 — The Mark
- 1961 — Das Riesenrad
- 1962 — Ich bin auch nur eine Frau
- 1963 — Zwei Whisky und ein Sofa
- 1968 — Der heiße Tod (99 mujeres)
- 1969 — Die ungarische Hochzeit — королева Мария Терезия
- 1969-1975 — Der Kommissar (сериал) — Эрна Гутманн / фрау Паяк / Ирен Паули
- 1969 — Ночь кровавого монстра / El proceso de las brujas — мать Роза
- 1971 — Die Pfarrhauskomödie
- 1971 — Олимпия / Olympia-Olympia
- 1972 — Мария / Marie
- 1972 — Chamsin
- 1974 — Досье ОДЕССА / The Odessa File — фрау Миллер
- 1975 — Folies bourgeoises
- 1975 — Tatort: Die Abrechnung
- 1975 — So oder so ist das Leben
- 1976 — Путешествие проклятых / Voyage of the Damned — миссис Хаузер
- 1977-1978 — Деррик / Derrick — Луиза ван Дум / Эрика Рабес
- 1977 — Teerosen
- 1978 — Супермен / Superman — Вонд-Ах
- 1978 — Прекрасный жиголо, бедный жиголо / Schöner Gigolo, armer Gigolo — фрау Пшигодски, мать Поля
- 1979 — Die erste Polka
- 1980 — Марсианские хроники / Die Mars-Chroniken — Анна Люстиг
- 1981 — Das Traumschiff
- 1982 — Прохожая из Сан-Суси / La Passante de Sans-Souci — Анна Хельвиг
- 1982 — Frau Jenny Treibel
- 1982 — Der Besuch der alten Dame
- 1983 — Der Trauschein
- 1984 — Король Дроздобород / König Drosselbart — королева-мать
- 1984 — Самсон и Далила / Samson and Delilah — Дебора
- 1987—1991 — Die glückliche Familie
- 1991 — Le Dernier mot
- 1993 — Nach langer Zeit
- 1995 — Клан Анны Фосс / Der Clan der Anna Voss
- 1995 — Место преступления / Tatort — Heilig Blut
- 1996 — La Passion de docteur Bergh
- 2002 — Моя сестра Мария / Meine Schwester Maria (документальный)